# (7763) Crabeels
(7763) Crabeels (1990 UT5) – planetoida z grupy pasa głównego asteroid okrążająca Słońce w ciągu 4,54 lat w średniej odległości 2,74 j.a. Odkryta 16 października 1990 roku.